# 劉虎 (鉄弗部)
劉 虎（りゅう こ、拼音：Liú Hŭ、? - 341年）は、中国五胡十六国時代の匈奴鉄弗部大人（たいじん：部族長）。別名は烏路孤。南匈奴の右賢王去卑の孫。唐代に編纂された『晋書』では、唐の高祖李淵の祖父李虎の諱を避け、劉武と記される。
曾孫の赫連勃勃から景皇帝と追尊されている。

## 生涯
誥升爰の子として生まれる。
309年、父が死ぬとそのあとを継ぎ、「鉄弗（父が匈奴人、母が鮮卑人の意）」と号す。
初めは拓跋部に臣従していたが、310年、白部の挙兵に呼応して鉄弗部も挙兵し、并州刺史劉琨のいる新興・雁門の2郡を攻めた。劉琨は拓跋部に援軍を要請し、拓跋部大人拓跋猗盧が甥の拓跋鬱律率いる2万騎を派遣して、白部を撃ち破り、次に劉虎を攻め、その陣営を落とした。劉虎は西走して朔方に逃れ、漢（後の前趙）の劉聡のもとに帰順した。劉聡は劉虎の宗室をもって彼を楼煩公に封じ、安北将軍・監鮮卑諸軍事・丁零中郎将に拝した。
318年、劉虎は朔方に拠り、代国西部に侵攻した。しかし代王の拓跋鬱律に大敗し、劉虎は敗走して塞を出た。この時、劉虎の従弟の劉路孤は部落を率いて代国に帰順し、拓跋鬱律の娘を娶った。
341年10月、劉虎は代国の西の国境に侵攻。代王の拓跋什翼犍は軍を派遣し討伐、これを大破した。この後まもなく劉虎は死去し、子の劉務桓が立った。

## 参考資料
- 『魏書』（帝紀第一、列伝第八十三）
- 『晋書』（赫連勃勃載記）
- 『資治通鑑』（第八十七巻）